# Präsident
El Präsident era un automóvil fabricado por Nesselsdorfer Wagenbau - Fabriks-Gesellschaft AG (NW, ahora conocido como Tatra) en 1897. Fue el primer automóvil con motor de gasolina producido en Austria-Hungría, así como en Europa del Este (excepto el intento de Siegfried Marcus de Viena de construir un coche autopropulsado en 1875). El Präsident fue construido por Leopold Sviták y Hans Ledwinka. Este automóvil parecía más un carruaje sin caballos que un coche en sentido moderno. El coche era conducido con un manillar. La carrocería de madera se asentaba sobre un marco de hierro. Tenía cuatro plazas y una capota plegable que cubría solamente el asiento trasero. Ambos ejes tenían suspensión de ballestas semielípticas. Las ruedas eran similares a las de un coche de caballos, pero tenían neumáticos de goma. El coche era propulsado por un motor Benz de dos cilindros instalado en el eje trasero.

## Historia
Ignác Šustala, un experto carpintero, comenzó a fabricar coches de caballos en su granja. En 1853 pidió dinero prestado y estableció una pequeña fábrica. Inicialmente allí se fabricaron coches de caballos, pero pronto comenzó a fabricar también vagones de ferrocarril. Poco antes de su muerte Ignác Šustala estableció la sociedad anónima Nesselsdorfer Wagenfabrik.
El director de la empresa, Hugo Fischer, compró a Carl Benz un automóvil Benz Phaeton, así como el último motor Benz; esto fue recomendado por el barón Theodor von Liebieg de Liberec, que con su coche recorrió en 1894 2500 km por Europa sin grandes dificultades dando fama al Benz Victoria y consecuentemente la gratitud de Carl Benz. El Phaeton fue utilizado como modelo para la producción del primer coche de la fábrica en 1897, sin embargo no es una copia de ese modelo, ya que se aplicó una nueva concepción entera. Leopold Sviták, capataz de la fábrica, fue el responsable de la construcción. El automóvil fue denominado Präsident, y la construcción fue terminada en mayo de 1898.

## Diseño

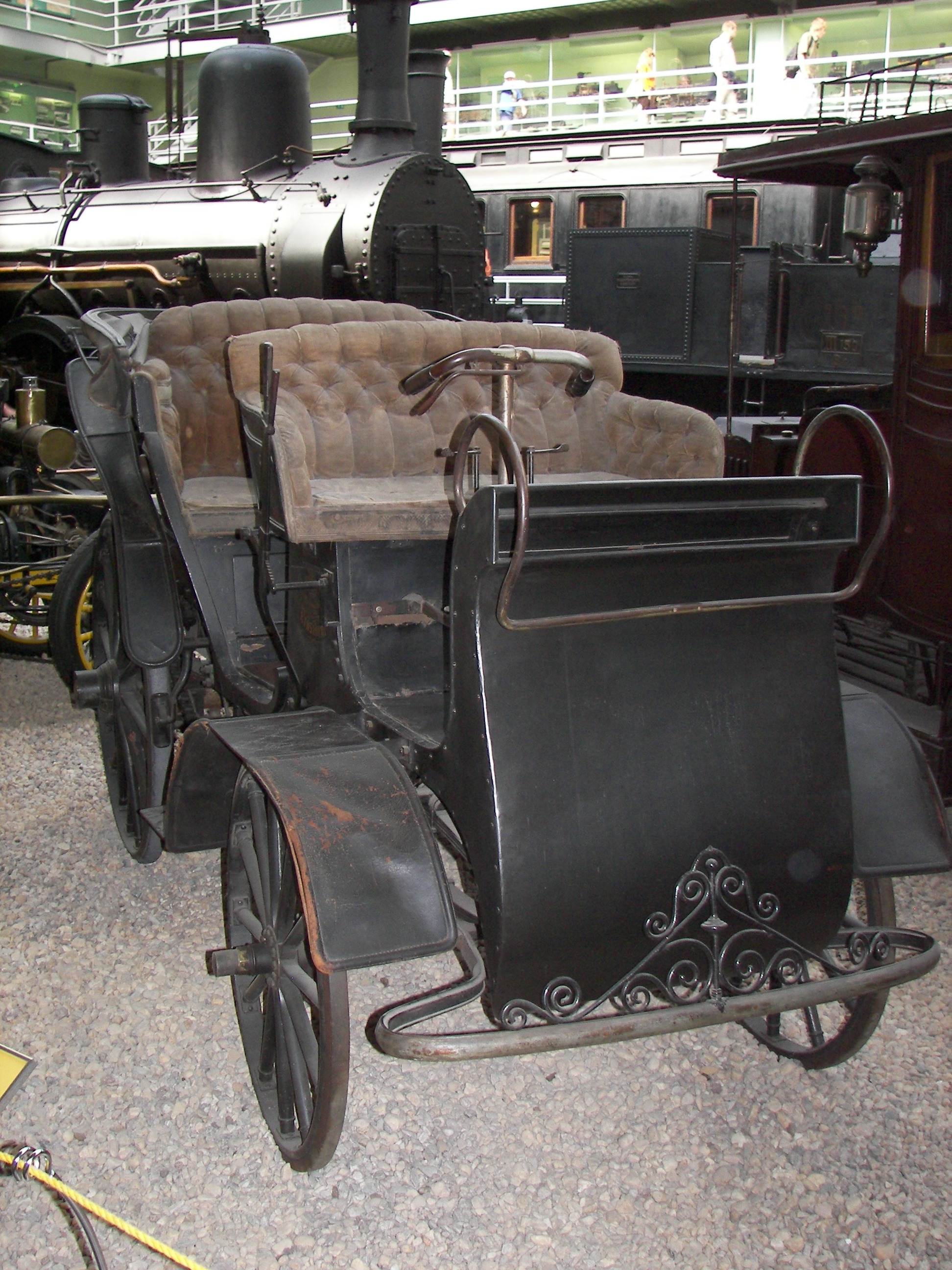
Un Präsident en el Museo Técnico Nacional de la República Checa.

El coche tenía un motor Benz de dos cilindros y cuatro tiempos con encendido por chispa. Tenía dos velocidades con tracción en el eje trasero a través de una correa plana.
La carrocería derivó de un coche de caballos tipo Mylord. En la época NW era conocida entre las monarquías por sus lujosos carruajes, y el automóvil se fabricó de acuerdo con este diseño.
Era capaz de alcanzar hasta 30 km/h. Tenía dos asientos para un total de cuatro ocupantes, y sólo el asiento trasero se podía cubrir con un techo plegable. El coche era conducido con un manillar similar al de una bicicleta; inclinando el manillar hacia delante o hacia atrás se podía cambiar de marcha (adelante - marcha más baja). Las ruedas eran de madera con neumáticos de goma.
Nada más terminarlo el primer automóvil fue conducido desde Kopřivnice a Viena para tomar parte en el Salón del automóvil. Los conductores fueron Hugo Fischer y el barón Theodor Liebig. Le llevó 14,5 horas recorrer la distancia de 328 km a una velocidad media de viaje de 22,6 km/h y no hubo problemas ni averías significativos durante el primer viaje.
Las características únicas del coche eran el diferencial y un parachoques funcional.

## El Präsident hoy

### Original
El primer coche se encuentra en el Museo Técnico Nacional de la República Checa y sigue siendo manejable. Desafortunadamente, antes de que fuese entregado al museo en 1918, fue utilizado en Austria y sufrió algunas modificaciones, que violaron el diseño original (incluyendo el cambio de motor). El motor que está ahora en el Präsident es probablemente el primero que se fabricó en Kopřivnice, después de que se iniciase la fabricación de motores en 1900.

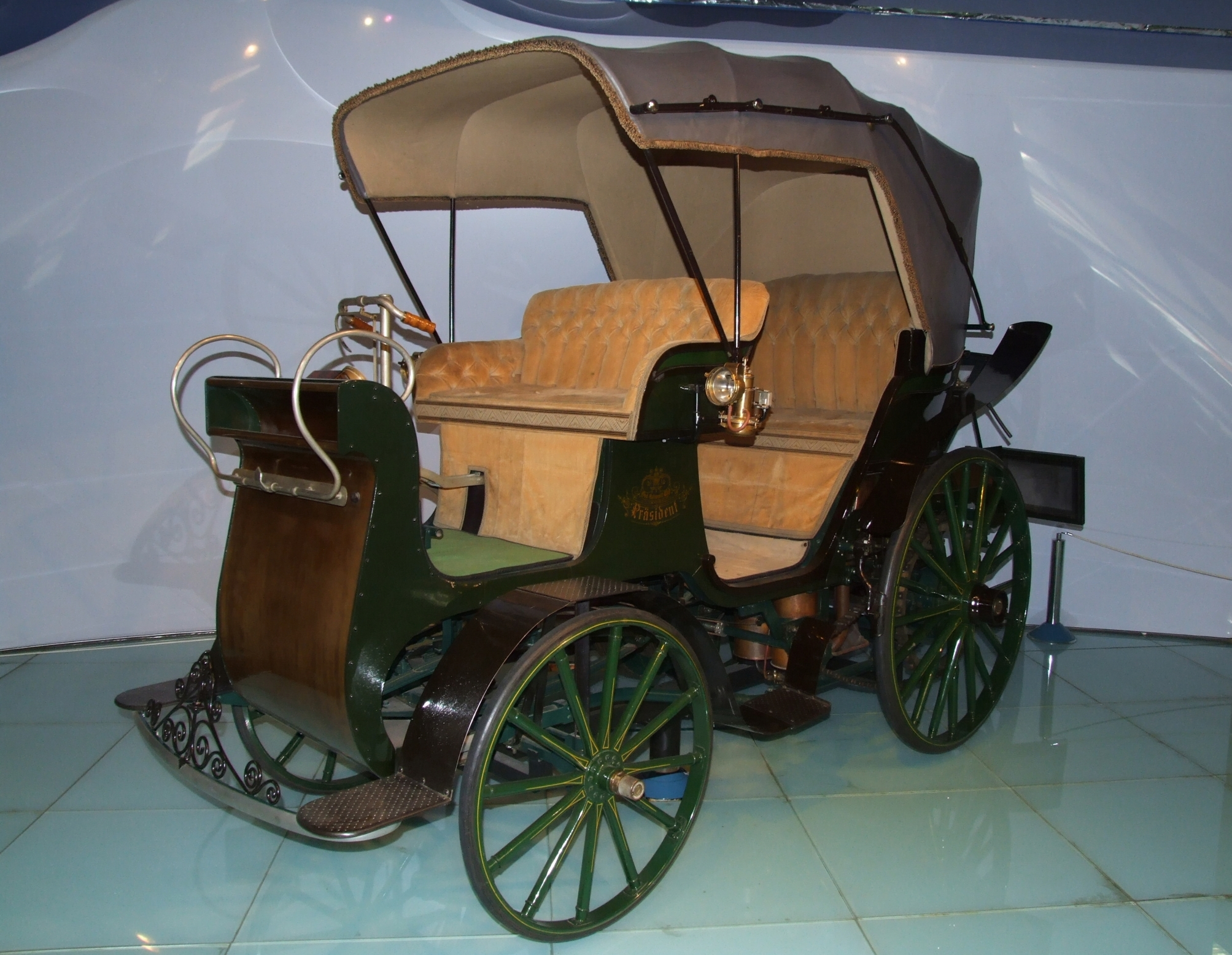
Réplica del Präsident en el museo de la fábrica de Tatra.

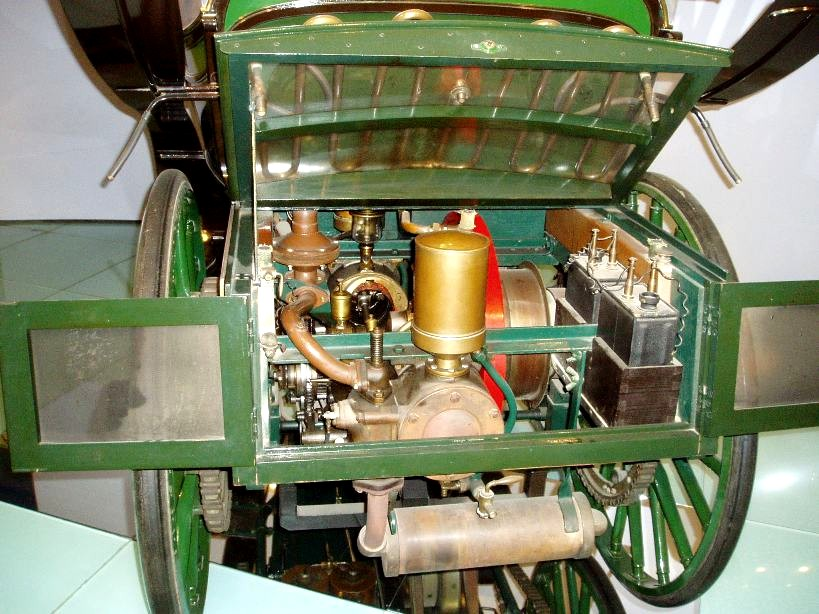
Réplica del motor Benz de 1977 en la réplica del Präsident.

### Réplica
Un grupo de entusiastas de la marca Tatra construyeron una réplica exacta del Präsident original de 1897 en 1977, que ahora se puede ver en el museo de la fábrica Tatra en Kopřivnice.
Hay varias razones por las que se construyó la réplica. En primer lugar, la empresa quería tener el Präsident para las celebraciones del centenario, y en segundo lugar el original sufrió modificaciones del motor, accesorios, luces, capota, así como de color, y por lo tanto no podía representar el primer coche de la fábrica. El trabajo para fabricar la réplica se inició en marzo de 1974.
Sobrevivieron 60 planos originales de la documentación del diseño, pero tuvieron que ser hechos otros 1150, para lo que se utilizó el Präsident original. La producción se llevó a cabo en la fábrica de Tatra y estuvo a cargo de sus ingenieros, así como de trabajadores jubilados del departamento técnico.
El motor fue fabricado también por Tatra. Se fabricaron cuatro, uno para el «nuevo» Präsident, uno para el Museo Técnico Nacional, donde está en exposición cerca del Präsident original (que tiene un motor más grande del que se construyó), y los otros dos fueron hechos para unirlos como un cuatro cilindros utilizado en una réplica del primer camión. La réplica funciona y se encuentra en exhibición en el museo de la fábrica Tatra.

## Legado
Los primeros coches de Kopřivnice, que se fabricaron artesanalmente, siguieron el diseño del Präsident y derivaron de él. Fueron denominados Meteor, Nesselsdorf, Wien, Bergsteiger, Versucher, Adhof, Spitzbub, Balder y Metrans. Estos difieren en detalles de diseño; la correa de transmisión fue sustituida por una caja de engranajes de cuatro velocidades con engranajes de dientes rectos.
En 1899, los coches NW Wien y Nesselsdorf lograron su primer éxito importante en competición, en el curso de una carrera en el Parque Prater de Viena. Fue la primera carrera en Austria, el 23 de octubre de 1899. El piloto ganador con el coche NW Wien fue el barón Theodor von Liebig. El otro coche NW Nesselsdorf fue el segundo por delante de los cuatro automóviles Benz y de los cuatro Dietrich-Bollee.
Para los modelos posteriores se utilizó el alfabeto (A, B, S, T, U...), y desde aproximadamente 1921, cuando la compañía cambió su nombre por el de Tatra, usa números para denominar sus modelos (11, 12, 20...). Un año después de la fabricación del Präsident, fue construido el primer camión NW. La fabricación de automóviles continuó en Kopřivnice hasta 1998 con el último coche, el Tatra T700. La fabricación de camiones pesados continúa hasta el presente.
Incluso los modelos de hoy en día (por ejemplo, el Tatra 815) siguen las características de diseño únicas (por ejemplo, el tubo de columna central con semiejes oscilantes), que fue ideado por Hans Ledwinka en 1920, quien participó en la fabricación del Präsident. A lo largo del tiempo, Tatra introdujo conceptos revolucionarios en el mundo del automóvil como la aerodinámica del coche moderno a través del modelo Tatra T77, así como el diseño de un «coche popular» a través del Tatra V570 y el Tatra T97. Sin embargo, los 40 años de economía planificada de Checoslovaquia hicieron que la empresa se especializara en camiones pesados todoterreno, mientras que la fabricación de automóviles fue secundaria. Los años de agitación después de la Revolución de Terciopelo llevaron a Tatra al borde de la quiebra y por lo tanto la fabricación de automóviles fue abandonada, y sólo continúa la producción de camiones pesados.